# 酒井洋之輔
酒井 洋之輔（さかい ようのすけ、2003年12月27日 - ）は、日本の俳優である。愛称は、ようちゃん。
東京都出身。

## 略歴
2010年、ダンスグループCOOL ENTERTAINMENTに所属。
2012年、 A-Lightに入所。
2014年、舞台演出家山本タクとの出会いがきっかけとなり『僕は眠る事を知らない』けんた役で舞台デビュー。
2015年、『イタズラなKiss2～Love in TOKYO』にて初テレビドラマ出演。
2015年、東京ファッションコレクション本ステージにてファッションモデルとして出演。
2016年、殺陣スクール「壱童」門下生として殺陣修行を開始。
剣殺陣集団「刀屋壱」のイベントステージ出演及び『きら星のごとく～おんな北斎藍色草紙～』で時代劇の初舞台を踏む。
2019年、ダンスグループCOOL ENTERTAINMENTを卒業。
2019年、 A-Lightを退所、現在舞台を中心にフリーにて活動。
2022年、高校在学中は学業を優先したため芸能活動を自粛していたが、大学進学を機に再開。

## 人物
趣味は舞台観劇、家庭菜園。
特技はスノーボード、ダンス、殺陣であり、愛犬家としても知られている。
キャベツ、きゅうり以外の野菜を食するのが苦手である。
特にブロッコリーに関しては命がけレベルであることを特記する。
演劇プロデューサー板倉光隆は酒井が優しい顔をしていて意外と頑固である点を上げており、仕事への姿勢と成長への期待を述べている。一方、俳優若宮亮は酒井のしっかりした人間性、芝居自体がピュアである点、将来性に関して評価している。

## 出演

### 舞台
- 劇団山本屋「0号」『僕は眠る事を知らない』(2014年)　けんた 役[10]
- 劇団山本屋「1号」『あまもり』(2015年)　ベロダシ（幼少期）役[11]
- 劇団山本屋「2号」『ダレノカミサマ』(2015年)　カツマ 役[12]
- 劇団山本屋「3号」『０<ゼロ>地点「つぎはぎだらけのヒーローズ」』(2015年）ポムチェ 役[13]
- 劇団山本屋「4号」『七転び土に還る』(2016年) クラゲ 役[14]
- 蜂寅企画『きら星のごとく　～おんな北斎藍色草紙～』(1016年) 太一 役[15]
- 刀屋壱『臨～Rin～』(2016年) 少年剣士弟 役[16]
- 劇団PIS★TOL『以心伝心311』(2017年) まもる、あきお(幼少期) 役[17]
- 蜂寅企画『忘れな三助～大江戸絢爛湯屋物語～』(2017年) 三平太(幼少期) 役[18]
- 演劇ユニットHi-ACE 第３回公演『明け方に嗤う』(2017年) トクノスケ 役[19]
- 劇団PIS★TOL『港町ベルナールの奇妙な住人』(2017年) 神に仕える盲目の少年タック 役[20]
- 劇団PIS★TOL『この街の星屑』(2018年) 一郎幼少期（孤児） 役[21]
- 刀屋壱『臨～Rin～』再演(2018年) 少年剣士兄 役[22]
- Yプロジェクト『白虎隊〜獅子たちの什の掟〜』(2018年)白虎隊士 井深茂太郎 役[23]
- Rebel Groupによる再演『この街の星屑』(2019年) 一郎幼少期（孤児） 役[24]
- Route360°#4『オムニバス脳内劇場；Remake』（2019年)波野の弱気 役[25]
- E-Stage Topiaプロデュース公演『Zodiac Candy～君が待つ星空の下で、私は星座線を指でなぞる。～』(2022年)竹沢悠二 役[26]

### テレビドラマ
- 『イタズラなKiss2～Love in TOKYO 第8話』(2015年、フジテレビTWO) 直太朗 役[4]

### CM
- ソニー『ゴーちゃん。Lab.ソニーモバイル編』(2015年)インフォマーシャル[4]
- 沖電気工業『亀の子』(2015年)[4]
- 聖教新聞 『一冊の扉』篇(2015年)[27]
- 『デジモンユニバース アプリモンスターズ』PV(2016年、テレビ東京) [28]
- ロイヤルホールディングス訪日外国人向けPV『Explore TOKYO』(2016年)[29]

### ファッションモデル
- 東京ファッションコレクション(2015年)[30]

### インターネットテレビ

#### シネマ・映画
- 短編映画『君を待つ』(2020年)  きょうすけ 役 - 第３回愛川町レッドカーペット最終審査進出作品[31][32]